# Cerithium punctatum
Cerithium punctatum là một loài ốc biển, là động vật thân mềm chân bụng sống ở biển thuộc họ Cerithiidae.

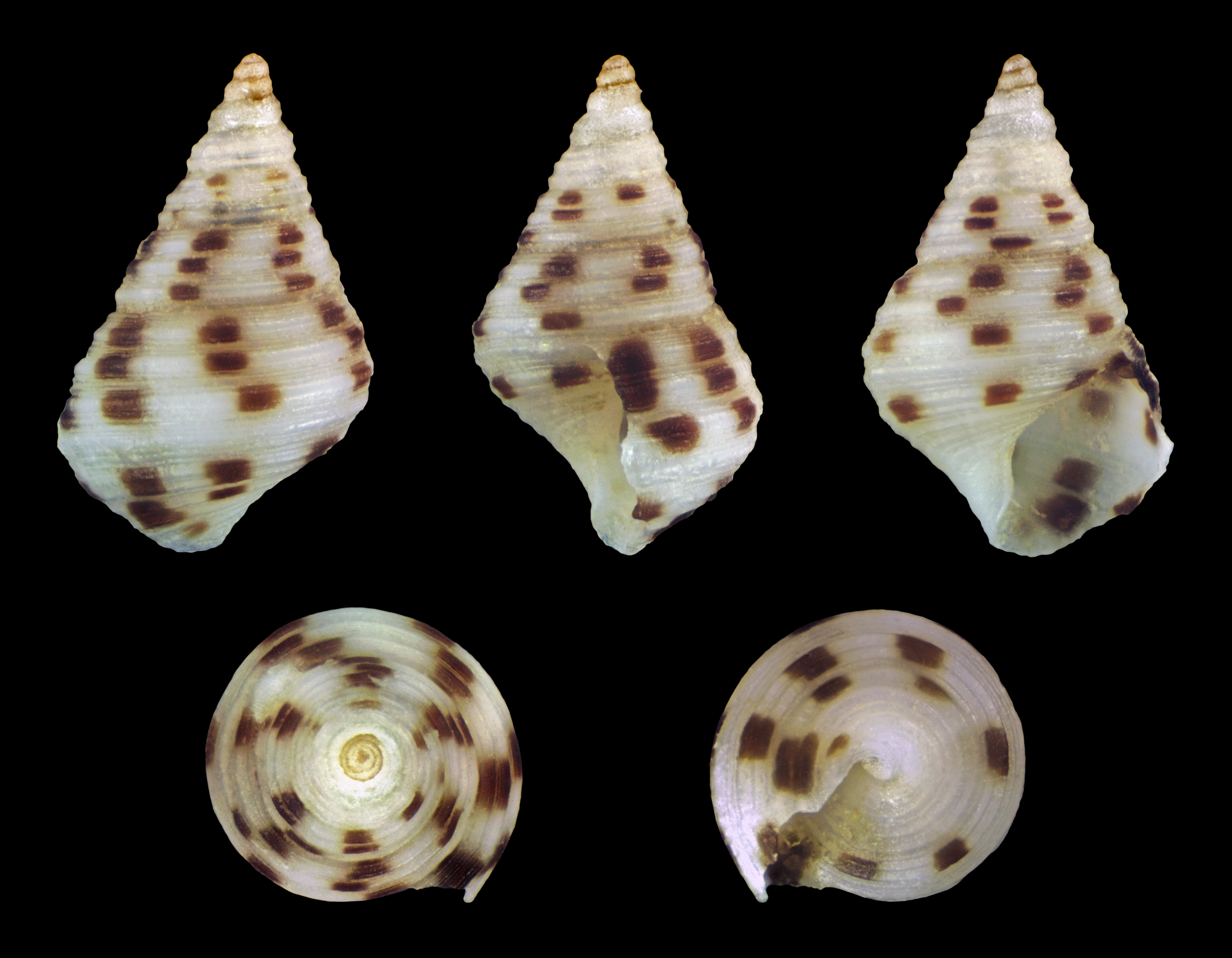
vị thành niên

## Phân bố
The distribution của Cerithium punctatum bao gồms miền tây miền trung Thái Bình Dương.
- Guam[2]